# 高井戶
高井戶（日语：／）是東京都杉並區的地名。現行行政地名為上高井戶一丁目至三丁目，高井戶西一丁目至三丁目，高井戶東一丁目至四丁目，下高井戶一丁目至五丁目。

## 地理
位於杉並區最南部。分為上高井戶、高井戶西、高井戶東、下高井戶4町。相當於京王井之頭線富士見丘站、京王線下高井戶站、京王線八幡山站之間的區域。

## 地名由來
地名的由來眾說紛紜。一說是過去村內高處的佛堂旁有水湧出，為地勢較高的水井（井戶）而稱「高井戶」，另一說是地域內宗源寺的高井戶不動在江戶時代以前祭祀於高地，稱作「高いお堂の不動様」，因此有「高井堂不動」之稱，後演變為「高井戶」。

## 鄰接自治體
- 世田谷區
- 武藏野市

## 地域內的町名
- 高井戶東
- 高井戶西
- 下高井戶
- 上高井戶

## 歷史
- 舊石器時代－根據高井戶東遺跡（高井戶東三丁目）出土的石器，確定此地在紀元前3萬年就有人類居住。
- 繩文時代中期－塚山遺跡（下高井戶五丁目）的土器。
- 1559年（永祿2年）－為北條氏家臣領地。
- 安土桃山時代－（舊）高井戶村分為上高井戶村、下高井戶村二村。
- 1602年（慶長7年）－建設甲州街道，設立宿場町高井戶宿。
- 1604年（慶長9年）－高井戶宿分為上高井戶宿、下高井戶宿。

現在首都高速4號線與甲州街道交會處的一里塚導覽板附近為下高井戶宿，往西與環八通交會處附近為上高井戶宿。
- 1652年（慶安5年）－開鑿玉川上水，農家被迫移往別處土地，形成中高井戶村。

上高井戶、高井戶西、高井戶東屬於當時的上高井戶村，下高井戶與濱田山屬於下高井戶村，松庵一部分則屬於中高井戶村的範圍。
- 1868年（明治元年）9月－屬武藏縣多摩郡。
- 1869年（明治2年）2月9日－屬品川縣多摩郡。
- 1871年（明治4年）[11月14日－屬東京府多摩郡。
- 1872年（明治5年）1月－屬神奈川縣多摩郡。
  - 9月－屬東京府多摩郡。
- 1873年（明治6年）3月－屬東京府第8大區5小區所属（大區小區制施行）。
- 1878年（明治11年）7月－屬東京府東多摩郡（郡區町村編制法施行）。
- 1879年（明治12年）－大區小區制廢止，上高井戶村與下高井戶村2村為聯合村，大宮前新田、中高井戶村、松庵村、久山村4村為聯合村。
- 1889年（明治22年）5月1日－東多摩郡上高井戶村、下高井戶村、大宮前新田、松庵村、久我山村與中高井戶村合併為東多摩郡高井戶村。
- 1896年（明治29年）4月1日－為豐多摩郡高井戶村。
- 1926年（大正15年）7月1日－町制施行，為豐多摩郡高井戶町。

此時，本地的四谷丸太植林結束。
- 1932年（昭和7年）10月1日－東京市杉並區成立。
- 1954年（昭和29年）－鋪設上水道，村山貯水池開始送水。
- 1969年（昭和44年）－本地實施住居表示，成立上高井戶一〜三丁目、高井戶西一〜三丁目、高井戶東一〜四丁目、下高井戶一〜五丁目（上高井戶與高井戶西於3月1日，高井戶東與下高井戶於7月1日成立）。

## 設施
- 杉並清掃工場－建設時引起周邊居民的大規模反對運動，引起擁有最終處分場的江東區拒收杉並區垃圾的垃圾戰爭。
- 杉並區立高井戶小學校
- 杉並區立高井戶東小學校
- 杉並區立高井戶中學校
- 日本年金機構本部
- 高井戶溫泉 美しの湯
- 高井戶遺跡
- 塚山公園
- 浴風會本館－內田祥三、土岐達人設計。1926年竣工。2001年指定為東京都選定歷史的建造物。
- 芝田山部屋－第62代横綱：大乃國康創設的相撲部屋

## 企業
- 日本惠普
- 三澤住宅（ミサワホーム）株式會社本館
- 山崎麵包杉並工場

## 交通
- 京王井之頭線
- 首都高速道路高井戶出入口
- 中央自動車道高井戶出口
- 國道20號（甲州街道）
- 東京都道14號新宿國立線（東八道路）
- 東京都道311號環狀八號線（環八通）
- 人見街道
- 井之頭通
- 上高井戶一丁目交差點（甲州街道與環八通的交差點）

## 備註
1. ↑  《武藏名勝圖會》
2. ↑  《小田原眾所領役帳》